# Antony Roulliet
Pour les articles homonymes, voir Roulliet.
Jean-Baptiste Antoine Roulliet, dit Antony Rouillet (Paris, 18 février 1840 - Paris, 7 juillet 1891) est un juriste, économiste et écrivain français.

## Biographie
Antony Roulliet est le fils d'Amaranthe Roulliet. Il épouse en 1868 Marie Justine Delaire, dont le frère, Gaston Delaire, conseiller-maître à la Cour des comptes, sera le grand-père de Bernard Delaire (en). Antony Roulliet est le beau-père du commandant Joseph Jeanson (1867-1914), dont la fille épousera Jacques Meffre.
Licencié en droit, il devient avocat à Paris et conseiller de préfecture d'Eure-et-Loir. Il est attaché au ministère de la Maison de l'Empereur et au ministère de l'Intérieur.
Il publie des articles dans le Journal des économistes.
Il est membre du Comité d'organisation de l'Exposition universelle de 1889 et secrétaire du Congrès international des Habitations à Bon Marché de 1889.
Il est à plusieurs reprises lauréat de l'Institut. Il avait obtenu pour ses travaux statistiques le prix Montyon de l'Académie des sciences (1881), et ses travaux économiques lui valurent plusieurs prix de l'Académie des sciences morales et politiques.
Secrétaire général de la Société française des habitations à bon marché, Roulliet est membre fondateur de la Société de statistique de Paris, membre de la Société de législation comparée, de la Société des logements ouvriers, de l'Académie des Arcades de Rome, de la Société archéologique de Touraine, de l'Académie des Sciences, Belles Lettres et Arts d'Angers, de la Société archéologique d'Eure-et-Loir, de la Société d'agriculture, sciences, arts et belles-lettres du département d'Indre-et-Loire.

## Publications
- Wolowski, sa vie et ses travaux, Paris, Guillaumin, 1880 (Ouvrage récompensé par l'Académie des sciences morales et politiques, prix Léon Faucher 1880)
- Des habitations à bon marché. Législation, 1889
- Des présomptions…, 1863
- Rapport à Son Excellence le ministre de l'Intérieur sur divers hôpitaux de Genève, Turin et Milan, 1864
- Les Chemins de fer d'intérêt local, 1865
- Tenir à jour l'état-civil et le domicile des blessés, 1867
- Table de l'École des communes, 1868
- La Palestine au point de vue international, 1869
- Répertoire administratif, ou table de l'École des communes (1844-1868), 1870
- Des associations coopératives de consommation, 1876
- Lettres sur l'École d'administration, 1876
- Des périodes de doublement de la population, 1876
- Notice sur M. Ortolan, Paris, Guillaumin, 1878 (médaille d'or de l'Académie de législation de Toulouse)
- Saint-Avertin, 1881
- Histoire des institutions de prévoyance en France, (Prix Montyon)
- Michel Colombe et son œuvre, 1884
- Les Présidents de la Société de statistique de Paris, 1885
- L'Économie sociale à l'Exposition universelle de Paris en 1889, 1889
- Les Habitations ouvrières à l'Exposition universelle de 1889, 1889
- Législation internationale des incendies, 1890
- Une loi sur les habitations ouvrières (loi belge du 9 août 1889), 1890